# ADP-ribosylační faktor

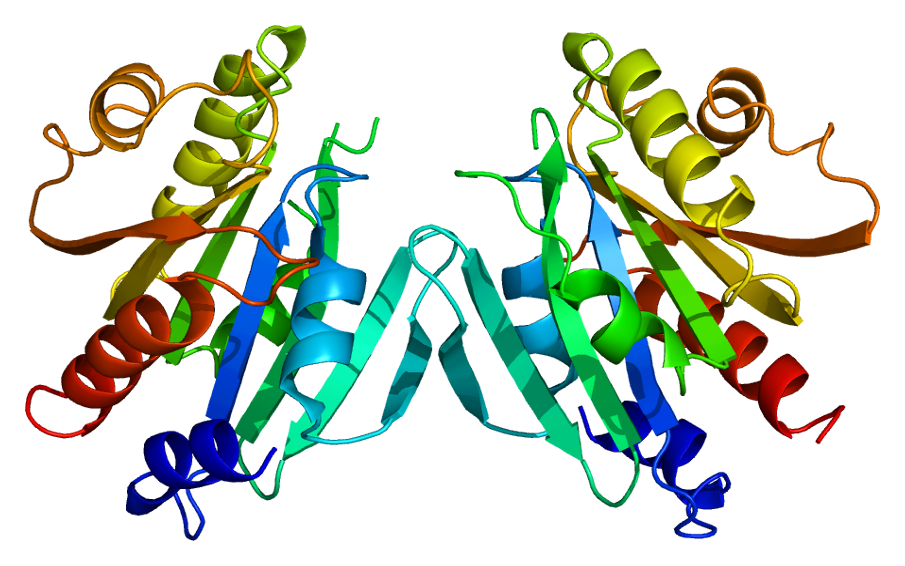
Struktura ARF1

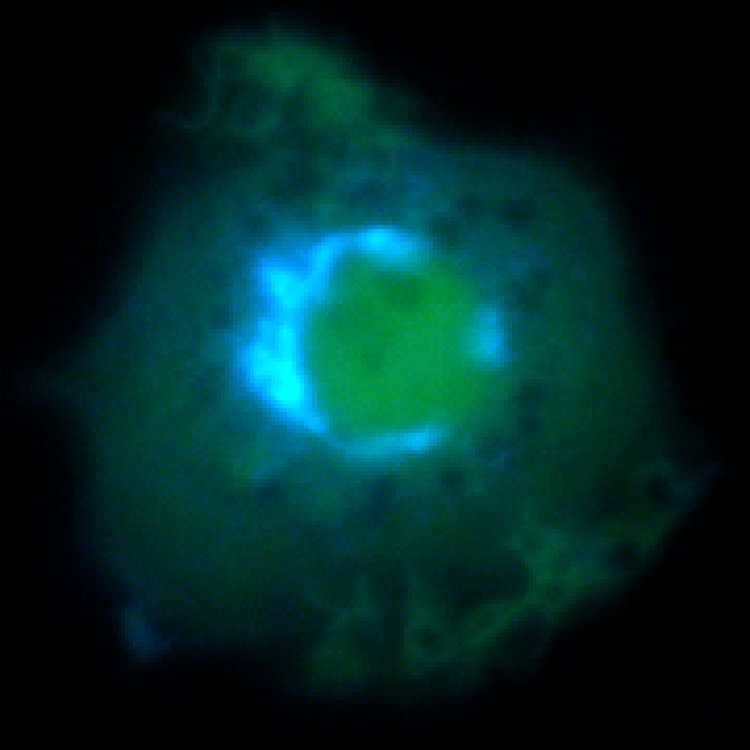
Lokalizace ARF v makrofágové buňce, v tomto případě především na Golgiho aparátu

ADP-ribosylační faktory (ARF) jsou malé GTPázy účastnící se vezikulárního transportu, regulace cytoskeletu a sekrece proteinů, ale i přenosu signálů. Jméno pochází z dob, kdy byly ARF proteiny poprvé popsány – stimulovaly totiž ADP ribosylaci G proteinu Gαs vyvolanou cholera toxinem. Řadí se do Ras superrodiny proteinů.

## Stavba
ARF mají cca 20 kDa a stavbou se výrazně neodchylují od ostatních podobně velkých GTPáz, jako je Rho, Rab či Rac. Unikátní je snad jen N-terminální úsek, na jehož konci je myristylovaný glycin. Tato funkční skupina umožňuje asociaci ARF proteinů s membránou. K aktivaci dochází výměnou GDP za GTP navázaného na proteinu.

## Klasifikace
ARF proteiny savců se dělí do tří tříd:
- třída I – ARF1, ARF2, ARF3
- třída II – ARF4, ARF5
- třída III – ARF6